# 河内功
河内 功（かわうち いさお、1943年5月5日 - ）は、日本の実業家。元東京メトロポリタンテレビジョン代表取締役社長。

## 略歴
栃木県出身。
1966年慶應義塾大学法学部卒業。同年三井銀行（現：三井住友銀行）入行。総合企画部副部長、融資第一部長、さくら銀行取締役等を経て、1994年さくら信用保証（現：SMBC信用保証）社長。2002年退任、同年東京メトロポリタンテレビジョン常勤監査役。2011年専務取締役、2014年中川謙三の後を受けて代表取締役社長に就任した。2018年相談役。